# Tabla de vocales IPA con audio.
Este cuadro proporciona ejemplos de audio para símbolos vocales fonéticos. Los símbolos mostrados incluyen los del Alfabeto Fonético Internacional (AFI) y material añadido. La tabla se basa en la tabla de vocales oficial de la AFI. 
El Alfabeto Fonético Internacional es un sistema alfabético de notación fonética basado principalmente en el alfabeto latino, del Latín. Fue ideado por la Asociación Fonética Internacional como una representación estandarizada de los sonidos del lenguaje hablado. 
En el cuadro se ven unos textos que ponen, “cerrado”, “abierto”, “medio”, “frente”, “central” y “fondo” se refieren a la ubicación del sonido dentro de la boca.  En los puntos donde dos sonidos comparten una intersección, el izquierdo no está redondeado y el derecho está redondeado, lo que se refiere a la forma de los labios al emitir el sonido. 

Tabla de las vocales del AFI